# 스웨덴 세탁소 (음악 그룹)
스웨덴 세탁소(Sweden Laundry)는 대한민국의 2인조 인디 음악 듀오이다. 멤버는 왕세윤과 최인영이다. 

## 구성원
| 이름   | 소개                                                       |
| ------ | ---------------------------------------------------------- |
| 왕세윤 | - 생년월일 : 1990년 2월 20일(35세) - 포지션 : 기타, 코러스 |
| 최인영 | - 생년월일 : 1990년 2월 25일(35세) - 포지션 : 보컬, 건반   |

## 앨범

### 정규
- 잠들 때까지 (2013)
- 마음 (2016)

### EP
- From. Paris (2012)
- 순간 (2014)
- 우리집 (2018)
- Be Your Christmas (2018)
- 내가 사랑하는 시간 (2019)
- 우리가 핀 1 - 잔상(殘像) (2020)
- 우리가 핀 2 - 조각 (2021)
- 사랑의 모양 (2021)

### 싱글
- Happy Birthday Waltz (2012)
- 우리가 있던 시간 (2012)
- Just Christmas (2012)
- 달 달 무슨 달 (2013)
- 단 한 번도 넌 (2013)
- 다시, 봄 (2013)
- 버려진 것들 (2013)
- 목소리 (2013)
- 안돼 (2014)
- Night (2014)
- 고요 (2015)
- 기념일 (2015)
- 두 손, 너에게 (Feat. 최백호) (2015)
- 시절 (2016)
- Like Christmas (2016)
- 여름밤 (2017)
- 바람(Wish) (2017)
- 그 여름 (2018)
- Rain (2019)
- 미지 (2019)
- 사월 (2020)
- 우리는 우리를 (2022)

### 기타
- 신세경 - 넌 달콤했어 (Feat. 스웨덴세탁소) (2012)
- 힐링이 필요해 (아침 출근길) (2013)
- 김지수 - 말하고 있어 (Feat. 스웨덴세탁소) (2014)
- MC몽 - 죽을만큼 아파서 Part.2 (Feat. 스웨덴세탁소) (2014)
- 레터 플로우 - 흩어진다 (Feat. 최인영 Of 스웨덴세탁소) (2014)
- 투피아노 - 계절은 너를 남기고 (Feat. 스웨덴세탁소) (2014)
- 쇼파르뮤직 컴필레이션 Vol.1 (R-e Make And W-e Make) (2015)
- 소울 페이퍼 - 이별대화 (Feat. 스웨덴세탁소) (2015)
- 쇼파르뮤직 컴필레이션 Vol.2 `Romantic Wish` (2016)
- 치즈인더트랩 OST Part.6 (2016)
- 새봄 - 나의 작은 너에게（Feat. 스웨덴세탁소）（2017）
- 쇼파르뮤직 컴필레이션 Vol.3 '어색한 사이' (2020)
- 박지훈 - 시나리오 (Feat. 스웨덴세탁소) (2020)